# Montjoie-le-Château
Montjoie-le-Château è un comune francese di 29 abitanti situato nel dipartimento del Doubs nella regione della Borgogna-Franca Contea.

## Società

### Evoluzione demografica
Abitanti censiti